# Lucio Escribonio Libón
Lucio Escribonio Libón  fue un político romano de la República tardía. Suegro de Sexto Pompeyo y cuñado de Octavio Augusto, fue cónsul de la República romana en 34 a. C., junto con Marco Antonio.

## Legado de Pompeyo Magno
Como miembro de la familia plebeya Escribonia, Libón estaba estrechamente vinculado a la familia de Pompeyo, a través de la abuela de Libón, Pompeya Magna. Estos vínculos se fortalecieron en el año 55 a. C. cuando el hijo de Pompeyo, Sexto Pompeyo se casó con la hija de Libón, Escribonia.
Se le menciona por primera vez en 56 a. C., año en que parece haber sido tribuno de la plebe, apoyando los puntos de vista de Pompeyo en relación con los asuntos de Egipto para el caso de Ptolomeo Auletes.
Se supone que llegó a ser pretor en 50 a. C. En el año 49 a. C., se convirtió en uno de los legados de Pompeyo, y con el estallido de la segunda guerra civil de la República romana, Pompeyo le dejó al mando de Etruria. Después de que él fue expulsado de Etruria por Marco Antonio, se hizo cargo de los nuevos reclutas de la Campania de Ampius Balbus. A continuación, acompañó a Pompeyo durante su retirada a Brundisium, y aquí él actuó como intermediario de Pompeyo con Cayo Caninio Rebilo, un amigo íntimo de Libón, al cual Julio César había dado la tarea de negociar con Pompeyo. Rebilo solicitó a Libón si podía convencer a Pompeyo de llegar a un acuerdo con César, con el fin de detener la guerra civil antes de que comenzara. A pesar de que Libón informó de las propuestas de César a Pompeyo, este señaló que no podía llegar a ningún acuerdo sin la presencia de los cónsules en ejercicio.

## Almirante de Pompeyo
Libón acompañó a Pompeyo a Grecia, y participó activamente en la guerra que sobrevino. Libón fue puesto a cargo de una parte de la flota de Pompeyo del mar Adriático junto con Marco Octavio, con instrucciones de impedir que las fuerzas de César cruzaran. Frente a la costa de Dalmacia derrotó a una flota bajo el mando de Publio Cornelio Dolabela, y también logró derrotar a Cayo Antonio, que había tratado de ayudar a Dolabela, y este último se vio obligado a huir a Korčula. Debido a la falta de suministros, Cayo Antonio pronto se rindió a Libón, entregándole a él y a sus tropas a Pompeyo.
Cuando César desembarcó en Epiro y tomó Oricum, Pompeyo envió a Libón para unirse a Marco Calpurnio Bíbulo, quien estaba a cargo de la flota de Pompeyo y estaba bloqueando a César en Oricum, pero él estaba enfermo y era incapaz de conseguir nuevos suministros. Con el fin de romper el estancamiento, Libón navegó hacia Oricum y pidió una tregua para negociar con César. César estuvo de acuerdo y Libón trató de engañar a César diciendo que estaban actuando por instrucciones de Pompeyo. Como César era incapaz de hacer que Libón se comprometiera a dar un salvoconducto a los enviados de César, este último llegó a la conclusión de que las negociaciones eran una farsa diseñada para permitir a Bíbulo reabastecer sus naves, por lo que César se negó a extender la tregua y rompió las negociaciones.
Con la muerte de Bíbulo a principios de año 48 a. C., Libón, recibió el mando de la flota de Pompeyo, aunque nadie fue nombrado expresamente para este mando supremo. Él continuó bloqueando Oricum, pero llegó a la conclusión de que si podía cerrar el puerto Brundisium por mar, César no recibiría más refuerzos. De esta forma con cincuenta naves se presentó ante Bríndisi, con el fin de bloquear a Marco Antonio, quien estaba todavía allí con parte de las tropas de César, a la espera de una oportunidad para cruzar a Grecia. Libón quemó algunas naves de almacenamiento, capturó otras con cargamento de cereales, y desembarcó tropas en la isla que controlaba la entrada del puerto, expulsando un escuadrón de soldados de Antonio en la acción. Seguro de su éxito, envió una carta a Pompeyo, informándole de que había asegurado el puerto. Antonio, mientras tanto, logró engañar a Libón haciéndole perseguir a algunos barcos señuelo, logrando que la escuadra de Libón quedara atrapada. La mayor parte de la flota de Libón logró finalmente escapar, pero las tropas que desembarcaron en la isla quedaron atrapadas y fueron capturadas. Poco después, Marco Antonio escapó a la vigilancia de Libón y se unió a César en Grecia.

## Legado de Sexto Pompeyo
Con la derrota y muerte de Pompeyo en el 48 a. C., Libón se unió a Sexto Pompeyo, que era su yerno después de casarse con su hija Escribonia Libón. A la muerte del dictador en 44 a. C., lo encontramos en Hispania con Sexto Pompeyo.
En el año 40 a. C., Sexto lo mandó como enviado no oficial a Marco Antonio en Grecia, en busca de una alianza contra Octaviano, quien acababa de derrotar a los partidarios de Antonio en la Guerra Perusina, y fue el instrumento en la formación de una alianza entre los dos. Octaviano, por consejo de Mecenas, trató de introducir una cuña entre Sexto Pompeyo y Marco Antonio y propuso casarse con la hermana de Libón, Escribonia, aunque era mucho mayor que él, y ya había estado casada dos veces. El matrimonio tuvo lugar poco después y allanó el camino para la paz entre los triunviros y Pompeyo. En el posterior Pacto de Miseno, en 39 a. C. Libón actuó como un importante negociador. A cambio de su apoyo, Sexto logró de Octaviano la promesa de un futuro consulado para Libón y para él mismo.
Después de que Octaviano renovó la guerra contra Sexto Pompeyo en el 36 a. C., Libón continuó siendo fiel a Pompeyo. Sin embargo, en 35 a. C. Libón viendo la causa perdida, abandonó a Sexto y se unió a Marco Antonio. Como recompensa, Antonio aseguró que Libón fuera elegido cónsul en el 34 a. C., junto con el mismo Marco Antonio. Él dejó el cargo el 1 de julio del 34 a. C., y fue reemplazado por Cayo Memio. En el 31 a. C., habría sido nombrado como uno de los Septemviri Epulones, y en el 29 a. C., fue elevado a la condición de patricio.

## Familia
Libón era el tío materno del cónsul del año 16 a. C. Publio Cornelio Escipión, Cornelia Escipión y Julia la Mayor. Su esposa era miembro de la gens Sulpicia, la familia de la que el emperador romano Galba afirmaría descender por lado paterno.
Libón y su esposa tuvieron dos hijos, Lucio Escribonio Libón, cónsul del 16, y Marco Escribonio Libón Druso, y una hija, Escribonia, que se casó con Sexto Pompeyo.